# Evaristo Estenoz
Evaristo Estenoz Corominas (Jarahueca, Santiago de Cuba, Cuba, 13 de noviembre de 1872 - Pinar de Mícara, Cuba, 27 de junio de 1912) fue un militar y político cubano. 
Teniente del Ejército Libertador cubano, que combatió por la independencia de Cuba a finales del siglo XIX. Posteriormente, fue presidente del Partido Independiente de Color, que agrupó a negros y mulatos cubanos, a inicios del siglo XX. 

## Orígenes y Guerra Necesaria
Evaristo Estenoz Corominas nació en Jarahueca, Santiago de Cuba, Cuba, el 13 de noviembre de 1872. 
Sus padres componían un matrimonio interracial: Narciso Estenoz, blanco, e Isabel Corominas, negra. Evaristo se especializó en el oficio constructivo y se hizo Maestro de Obras. 
El 24 de febrero de 1895, estalló la Guerra Necesaria (1895-1898), tercera guerra por la independencia de Cuba y Evaristo Estenoz decidió unirse a las fuerzas independentistas cubanas. 
El 30 de mayo de 1896, fue nombrado Teniente del Ejército Libertador cubano. 

## Labor política
Concluida la guerra, el país quedó bajo ocupación militar de los Estados Unidos. En éste contexto, ocurrió una huelga de albañiles, en septiembre de 1899 y Estenoz se convirtió en uno de los líderes del movimiento. Fue arrestado por las autoridades estadounidenses de ocupación. 
Una vez instaurada la República, Estenoz fue convirtiéndose en líder de los veteranos negros y mulatos de la guerra de independencia, que estaban sufriendo discriminación racial. 
Fue ayudante del General negro Quintín Bandera durante la Guerrita de agosto de 1906. Bandera resultó asesinado en dicha guerra, pero Estenoz logró sobrevivir.

## Alzamiento y muerte
Estenoz se convirtió en el líder del Partido Independiente de Color. Dicho partido, que agrupaba a negros y mulatos cubanos, se levantó en armas en 1912, contra el gobierno del presidente cubano Mayor general José Miguel Gómez (1909-1913). 
Perseguido por el ejército cubano, Evaristo Estenoz Corominas fue asesinado en los montes de Pinar de Mícara, el 27 de junio de 1912. Tenía al morir 39 años de edad. 